# Thomas Tompion
L'horloger anglais Thomas Tompion (1639–1713) fut le premier à répartir le travail entre les ouvriers spécialisés, pour fabriquer en série, et à numéroter ses montres. Il assembla près de 650 montres dans sa carrière et transmit l'entreprise en 1713 à son neveu, le quaker Georges Graham.
Ce dernier a amélioré en 1726 l'échappement (horlogerie) en "auge de cochon" (échappement à cylindre), inventé par son oncle en 1695, et refusé de breveter son invention, afin d'en faire profiter le plus grand nombre. 

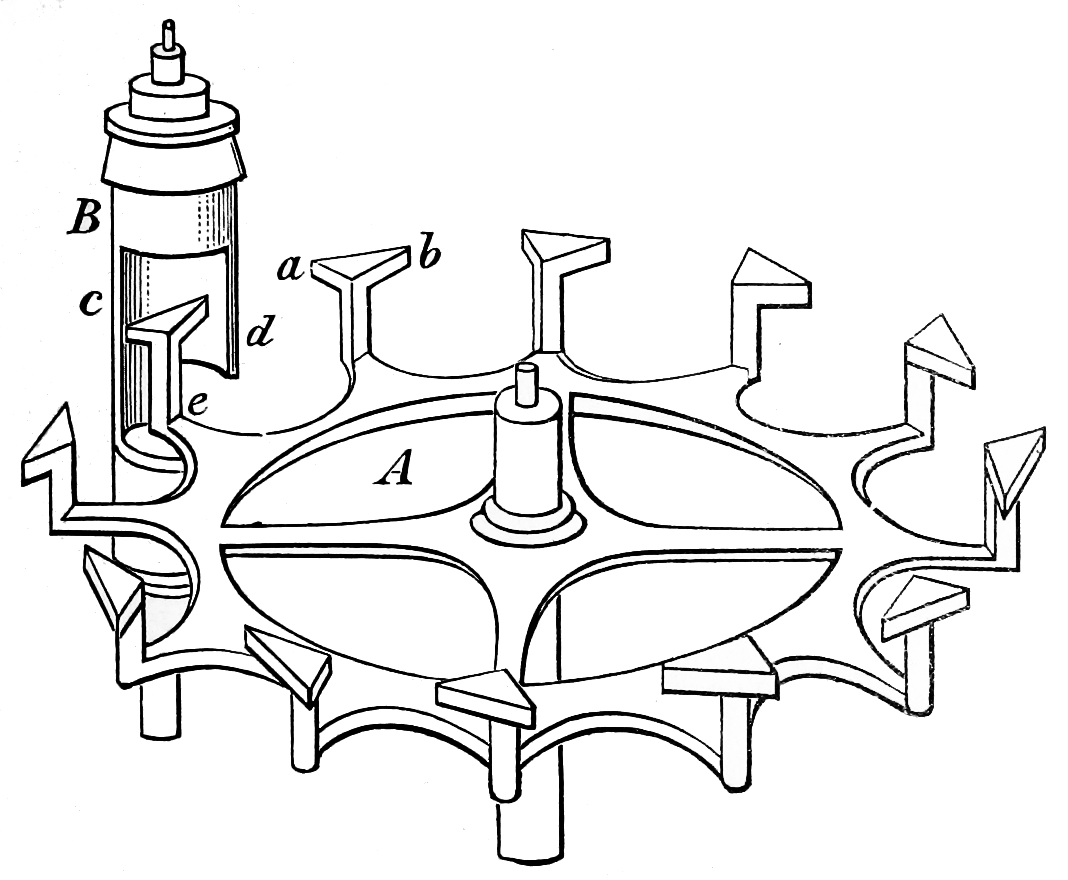
Principe de l'échappement à cylindre

Il a aidé l'astronome Edmond Halley (1656-1742) pour le développement d'instruments scientifiques, ainsi que des horlogers comme Thomas Mudge (1715-1794), qui met au point l'échappement libre à ancre et la sonnerie à répétition minutes.
Le premier mécène le plus important de Thomas Tompion a été le physicien Robert Hooke et est devenu son ami. La relation de Hooke avec Tompion a été la clé de son succès car elle lui a ouvert les portes du patronage royal et lui a donné accès aux dernières technologies. Il a réalisé les inventions de Hooke dans le domaine de l'horlogerie, dont les premières montres utilisant le ressort spiral. Celles-ci avaient le potentiel d'être beaucoup plus précises que les montres précédentes. 
Plusieurs types différents ont été expérimentés, y compris un type ancien avec des doubles balanciers engrenés ensemble afin d'éliminer les erreurs de mouvement. L'un d'eux a été réalisé pour le roi Charles II et était signé « Robert Hooke invent. 1658. T. Tompion fecit, 1675 ». 
Beaucoup de ses horloges sont encore opérationnelles aujourd'hui, y compris deux de ses horloges au Palais de Buckingham. 
Tompion a établi son entreprise près de Fleet Street à Londres en 1671 et y a associé Robert Hooke. Celui-ci avait précédemment inventé le baromètre à roue à siphon, qui enregistre les changements de pression atmosphérique sur un cadran en forme d'horloge, et c'est à Tompion qu'il a demandé de réaliser l'instrument. Hooke l'a utilisé pour ses observations météorologiques. 

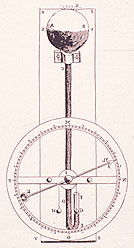
Baromètre à cadran de Hooke, vers 1660